# St. Joseph (Ronsdorf)

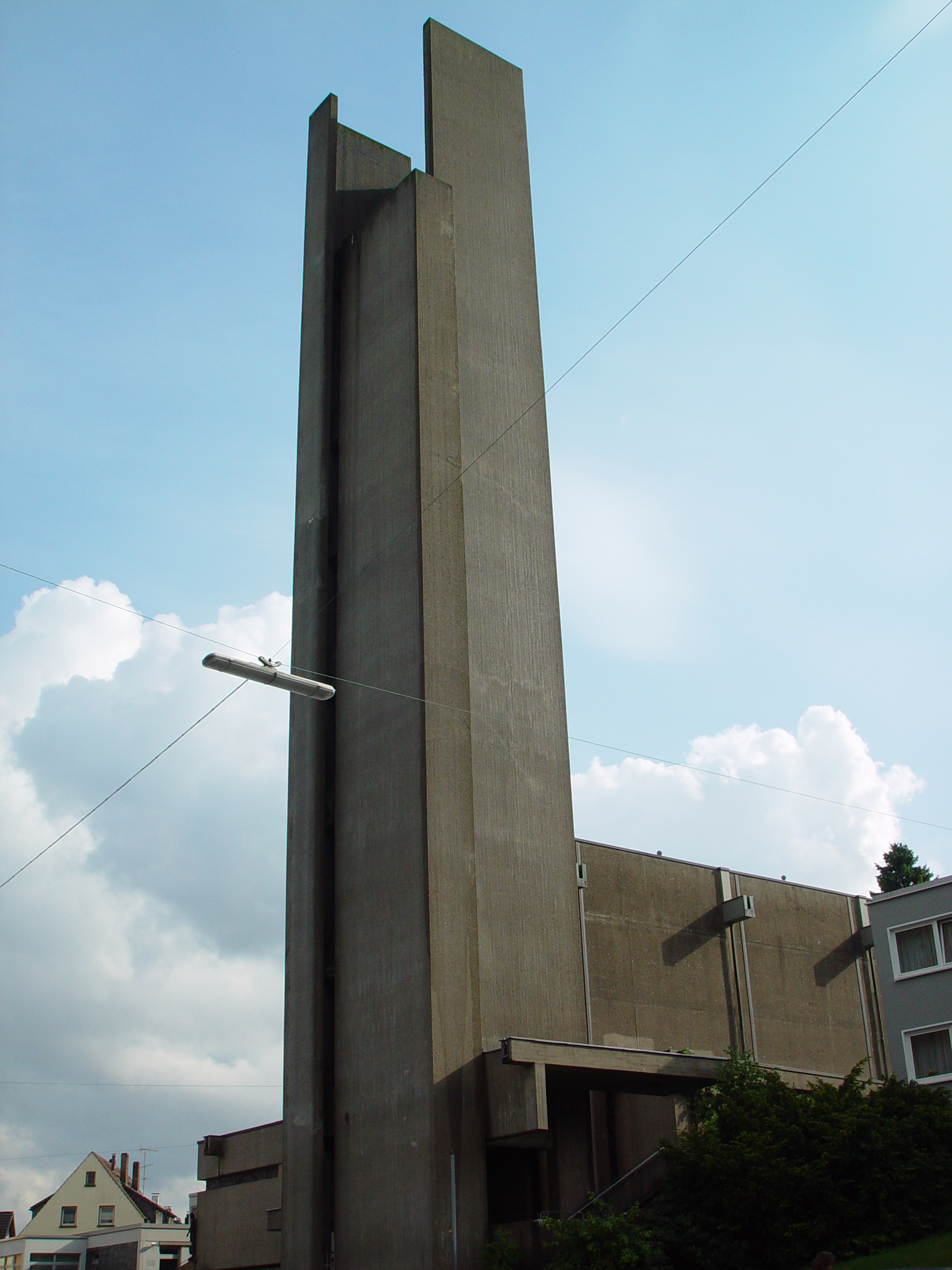
St. Joseph

Die katholische Kirche St. Joseph ist der Versammlungsort der katholischen Gemeinde in Ronsdorf, seit 1929 ein Stadtteil der bergischen Großstadt Wuppertal in Nordrhein-Westfalen/Deutschland. Das den Stadtteil prägende Kirchengebäude befindet sich in der Remscheider Straße, Ecke Lilienstraße.

## Geschichte
Der Vorgängerbau wurde während des Luftangriffes auf Wuppertal in der Bombennacht vom 29. auf den 30. Mai 1943 getroffen und brannte aus. Obwohl sie danach ein Notdach erhielt, drang Feuchtigkeit in das Mauerwerk ein, was die Bausubstanz ruinierte und letztlich zum Abriss der Kirche führte. Als Zwischenlösung wurden die Gottesdienste in der Notkirche abgehalten. An Stelle der alten Kirche wurde 1969 der heutige Kirchenbau geweiht.

## Hauptkirche

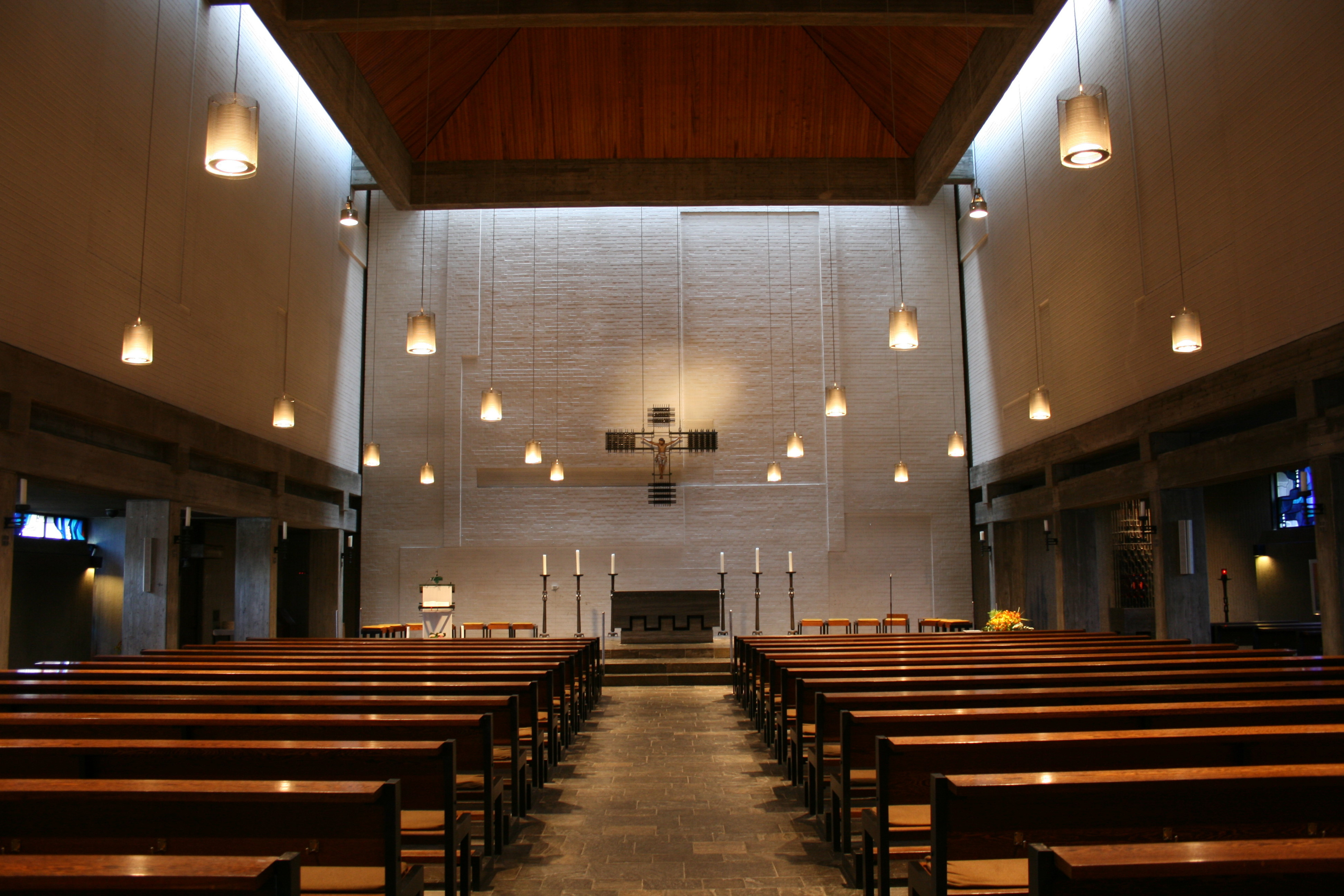
In der Hauptkirche

Die Hauptkirche wurde in Beton errichtet und 1969 eingeweiht. Sie ist ein eher nüchterner Zweckbau mit Flachdach und drei pyramidenförmige Dachaufbauten. Der einzeln stehende Glockenturm ist prägend für das Stadtbild. Er besteht aus gegeneinander versetzten, aus Stahlbeton bestehenden Hälften, die von unterschiedlicher Höhe sind und das Glockengeläut aufnehmen. Südlich der Kirche befinden sich die heutigen Versammlungsräume der Kirchengemeinde und das Pfarramt.

### Orgel
Die Orgel wurde 1970 von dem Orgelbauer Romanus Seifert erbaut und 2002 um eine elektrische Setzeranlage erweitert. Das Instrument hat 22 Register auf zwei Manualen und Pedal. Die Trakturen sind elektrisch.
| I Hauptwerk C– |                    |       |
| 1.             | Quintade           | 16′   |
| 2.             | Prinzipal          | 8′    |
| 3.             | Holzgedeckt        | 8′    |
| 4.             | Oktav              | 4′    |
| 5.             | Rohrtraverse       | 4′    |
| 6.             | Superoktav         | 2′    |
| 7.             | Sesquialter II     |       |
| 8.             | Mixtur III-IV      | 1 ⁄3′ |
| 9.             | Horizontaltrompete | 8′    |
|                | Tremulant          |       |

| II Schwellwerk C– |                 |      |
| 10.               | Rohrflöte       | 8′   |
| 11.               | Salicet         | 8′   |
| 12.               | Vox coelestis   | 8′   |
| 13.               | Holzprinzipal   | 4′   |
| 14.               | Schweizerpfeife | 2′   |
| 15.               | Scharff III     | 2⁄3′ |
| 16.               | Hautbois        | 8′   |
|                   | Tremulant       |      |

| Pedalwerk C– |              |     |
| 17.          | Subbaß       | 16′ |
| 18.          | Prinzipalbaß | 8′  |
| 19.          | Gedecktbaß   | 8′  |
| 20.          | Choralbaß    | 4′  |
| 21.          | Flöte        | 2′  |
| 22.          | Fagottbaß    | 16′ |

- Koppeln: II/I, II/II (als Sub- und Superoktavkoppel), I/P, II/P

## Notkirche
Als Übergangslösung wurde die sog. Notkirche errichtet, auch als Kathol’sches Sälchen bezeichnet. Nach ihrer Nutzung für Gottesdienste war es ein Saalbau, der auch für weltliche Veranstaltungen genutzt wurde. Er wurde 2008 abgerissen, um an dieser Stelle Einfamilienhäuser zu erbauen.

## Unterkirche

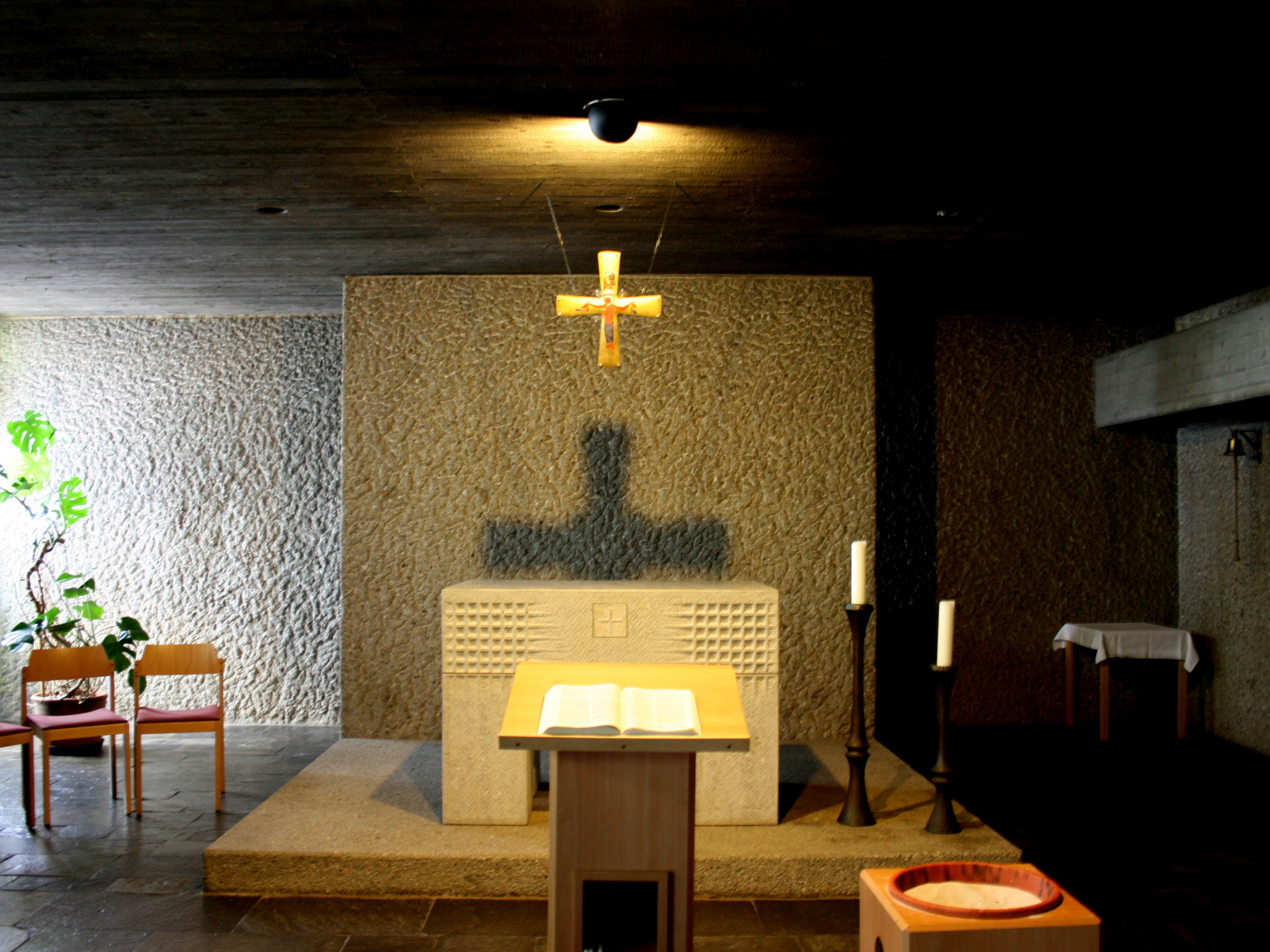
In der Unterkirche

Die Unterkirche befindet sich unterhalb der eigentlichen Hauptkirche und dient als „Alltagskirche“. Während die Hauptkirche nur für Gottesdienste geöffnet wird, ist die Unterkirche werktags durchgehend von neun bis 17 Uhr zugänglich.